# Sly & the Family Stone
Sly & the Family Stone furono un gruppo funk statunitense di San Francisco. In attività dal 1966 al 1983, il gruppo diede un contributo fondamentale allo sviluppo della musica soul, funk e psichedelica. Diretta dal cantante, autore, produttore e polistrumentista Sly Stone (Sylvester Stewart), e composta principalmente da suoi parenti ed amici, la band fu anche uno dei primi gruppi ad avere una composizione multirazziale.
I fratelli Sly Stone e il cantante/chitarrista Freddie Stone unirono le loro band (Sly & the Stoners e Freddie & the Stone Souls) nel 1967. Sly e Freddie Stone, la trombettista Cynthia Robinson, il batterista Greg Errico, il sassofonista Jerry Martini, e il bassista/chitarrista Larry Graham (considerato l'inventore della tecnica slap slapping) completarono la formazione originale. La sorella di Sly e Freddie, Rose Stone, cantante e tastierista, si aggiunse dopo qualche mese. Il gruppo così formato registrò cinque brani entrati nella Billboard Hot 100 e quattro album che influenzarono enormemente il sound della musica pop americana, dal soul al R&B, dal funk all'hip hop. Nella prefazione del suo libro del 1998 intitolato For the Record: Sly and the Family Stone: An Oral History, Joel Selvin fa il punto dell'importanza dell'influenza degli Sly & the Family Stone's sulla Musica afroamericana affermando "ci sono due tipi di musica nera: la musica nera prima degli Sly Stone, e la musica nera dopo gli Sly Stone". Il gruppo fece parlare di sé anche per le sue radicali prese di posizione politiche, a metà tra rivendicazioni hippy e slogan razziali del ghetto.
Durante gli anni settanta, la band passò a un sound funk più energetico, che influenzò l'industria musicale al pari dei loro precedenti lavori. La band iniziò il suo declino proprio in questo periodo a causa di abusi di droga e conflitti personali fra i suoi componenti. Il successo della band andò scemando fino allo scioglimento nel 1975. Sly Stone continuò ad incidere album e ad andare in tour con una nuova formazione sotto il nome di "Sly & the Family Stone" dal 1975 al 1983. Nel 1987 Sly Stone fu arrestato e accusato di uso di cocaina, dopo di che si ritirò definitivamente.
La rivista Rolling Stone li ha inseriti al quarantatreesimo posto nella sua lista dei 100 più grandi artisti di sempre.

## Storia

### Gli inizi
La famiglia Stewart era un numeroso nucleo familiare della classe media molto religioso ed originario di Dallas. K.C. e Alpha Stewart crebbero i loro figli educandoli alla luce dei dettami religiosi della Church of God in Christ ed incoraggiarono il loro talento musicale in casa. Dopo il trasferimento degli Stewart a Vallejo, in California, i quattro più giovani dei fratelli Stewart (Sylvester, Freddie, Rose, e Vaetta) formarono il gruppo The Stewart Four, e pubblicarono il loro primo singolo On the Battlefield of the Lord con il lato B Walking in Jesus' Name, nel 1952. La sorella maggiore, Loretta, fu l'unica a non intraprendere la carriera musicale.
Mentre studiavano alle scuole superiori, Sylvester e Freddie entrarono in diverse band studentesche. Uno dei gruppi musicali di Sylvester era un gruppo doo-wop chiamato The Viscaynes, nel quale lui e un altro adolescente di origini filippine erano gli unici componenti non bianchi. I Viscaynes registrarono alcuni singoli, e Sylvester registrò anche alcuni pezzi come solista con il nome d'arte di Danny Stewart.
A partire dal 1963 Sylvester assunse il nome d'arte di Sly Stone, in onore di un disc jockey di San Francisco che trasmetteva dalla stazione radio KSOL e che spesso ospitava artisti bianchi come i Beatles e i Rolling Stones. Nello stesso periodo lavorò come produttore discografico per la Autumn Records, occupandosi di gruppi dell'area di San Francisco come The Beau Brummels e The Mojo Men. Uno dei successi di Sylvester Stewart come produttore fu il singolo di Bobby Freeman C'mon and Swim, che divenne presto una hit nazionale. Durante il suo periodo alla Autumn Records Sylvester registrò un solo singolo che non ebbe successo.

### Esordio
Nel 1966 Sly Stone diede vita alla formazione dei Sly & the Stoners, che comprendeva Cynthia Robinson alla tromba. Nello stesso periodo, Freddie fondò una sua band dal nome Freddie & the Stone Souls, che aveva Greg Errico alla batteria. Dietro suggerimento di un amico di Stone, il sassofonista Jerry Martini, Sly e Freddie misero insieme le loro band, dando così vita al gruppo Sly & the Family Stone nel 1967. Poiché sia Sly che Freddie erano entrambi chitarristi, Sly fece di Freddie il chitarrista ufficiale del gruppo e decise di passare all'organo elettrico. Nello stesso periodo Sly reclutò Larry Graham al basso. 
Vaetta Stewart entrò quindi nel gruppo insieme alle sue compagne Mary McCreary ed Elva Mouton, che avevano composto un gruppo gospel chiamato The Heavenly Tones. Sly diede loro il nome Little Sister e diventarono le cantanti del suo gruppo.
Dopo il debutto con il loro primo singolo dal titolo I Ain't Got Nobody, subito un successo di classifica, il produttore della CBS Records Clive Davis fece firmare un contratto alla band per l'etichetta Epic Records. Il primo album del gruppo, dal titolo A Whole New Thing, fu pubblicato nel 1967 e venne accolto da un coro di acclamazioni da parte della critica, ricevendo il plauso entusiasta di musicisti come Mose Allison e Tony Bennett. Tuttavia l'album vendette poco e questo spinse il produttore Clive Davis e la sua casa discografica a farsi avanti. Davis parlò con Sly e lo invitò a comporre una canzone per lui, fu così che la band registrò il singolo Dance to the Music che nel 1968 divenne subito un successo commerciale, che proiettò la band in tutte le hit parade raggiungendo la posizione numero 8 nella Billboard Hot 100. Proprio prima della distribuzione di Dance to the Music, Rose Stone entrò nel gruppo come cantante e tastierista. I fratelli di Rose l'avevano invitata sin dall'inizio a unirsi alla band ma la ragazza si era mostrata riluttante a lasciare il suo lavoro come commessa in un negozio di dischi.
Sly & the Family Stone iniziarono un loro tour per tutto il paese diventando presto famosi per le loro esecuzioni piene di energia e per i loro costumi appariscenti e originali. Nonostante il successo del loro tour, l'album successivo, dal titolo Life, non ebbe lo stesso successo commerciale. 
Nel settembre del 1968 la band si imbarcò per il suo primo tour oltreoceano diretti in Inghilterra. Il tour ebbe però vita breve poiché Graham venne arrestato per possesso di marijuana, ma anche per una serie di divergenze con l'organizzatore dei concerti.
Il 15 febbraio 1969 il singolo Everyday People raggiunge la prima posizione nella Billboard Hot 100 per quattro settimane.
Il 14 febbraio 1970 il singolo Thank You (Falettinme Be Mice Elf Agin) arriva primo nella Billboard Hot 100 per due settimane.
Il 4 dicembre 1971 il singolo Family Affair raggiunge la prima posizione nella Billboard Hot 100 per tre settimane.

### Sonorità, filosofia e influenza dei primi anni
Sly Stone aveva lavorato con artisti sia bianchi che di colore durante i suoi primi anni, e aveva fatto diffondere i lavori di musicisti bianchi alla radio KSOL ascoltata soprattutto da afroamericani. Per questo motivo il suond del gruppo Sly & the Family Stone era un miscuglio di molte influenze e culture, tra cui James Brown, la Motown, la pop music, il soul della Stax Records, ed il rock psichedelico.

### Formazione
- Sly Stone (Sylvester Stewart) (1966–1975): voce, organo, chitarra, basso, piano, armonica a bocca e altro
- Freddie Stone (Frederick Stewart) (1966–1975): voce, chitarra
- Larry Graham (1966–1972): voce, basso
- Rose Stone (Rosemary Stewart) (1968–1975): voce, piano, electric piano
- Cynthia Robinson (1966–1975): tromba, voce ad libs
- Jerry Martini (1966–1975): sassofono
- Greg Errico (1966–1971): percussioni
- Little Sister; Vet Stone (Vaetta Stewart), Mary McCreary e Elva Mouton (1966–1975): cori
- Gerry Gibson (1971–1972): percussioni; al posto di Greg Errico
- Pat Rizzo (1972–1975): sassofono
- Max Kerr (1972): basso; gigging stand-in tra Larry Graham e Rusty Allen
- Rusty Allen (1972–1975): basso; al posto di Larry Graham
- Andy Newmark (1973–1974): percussioni; al posto di Gerry Gibson
- Bill Lordan (1974): percussioni; al posto di Andy Newmark
- Sid Page (1973-1974): violino
- Vicki Blackwell (1974–1975): violino
- Jim Strassburg (1974): percussioni; al posto di Bill Lordan
- Adam Veaner (1975): percussioni; al posto di Jim Strassburg

### Riconoscimenti
Sly & the Family Stone è sicuramente il gruppo funk più rappresentato nella classifica delle 500 migliori canzoni di tutti i tempi, secondo la rivista Rolling Stone, con 6 brani:
- Family Affair, numero 138
- Everyday people, numero 145
- Dance to music, numero 223
- Stand!, numero 241
- Hot fun in the summertime, numero 247
- Thank you (Falettinme Be mice Elf Again), numero 402

## Discografia

### Album in studio
- 1967 - A Whole New Thing
- 1968 - Dance to the Music
- 1968 - Life
- 1969 - Stand!
- 1971 - There's a Riot Goin' On
- 1973 - Fresh
- 1974 - Small Talk
- 1975 - High on You (accreditato solo a "Sly Stone")
- 1976 - Heard Ya Missed Me, Well I'm Back
- 1979 - Back on the Right Track
- 1983 - Ain't But the One Way
- 2002 - The Essential Sly & The Family Stone